# Uracanthus strigosus
Uracanthus strigosus là một loài bọ cánh cứng trong họ Cerambycidae.